# 巴列斯特爾角

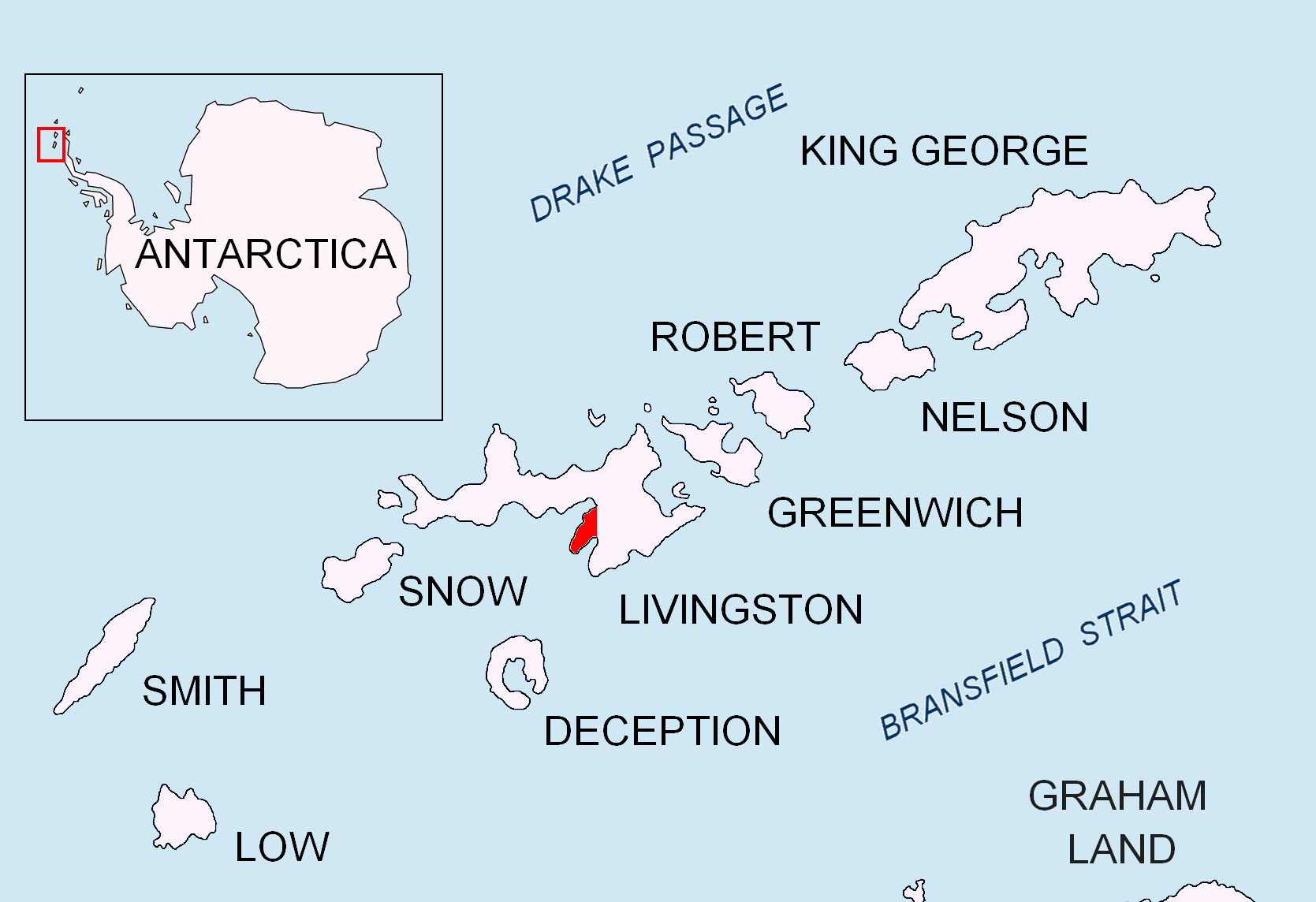

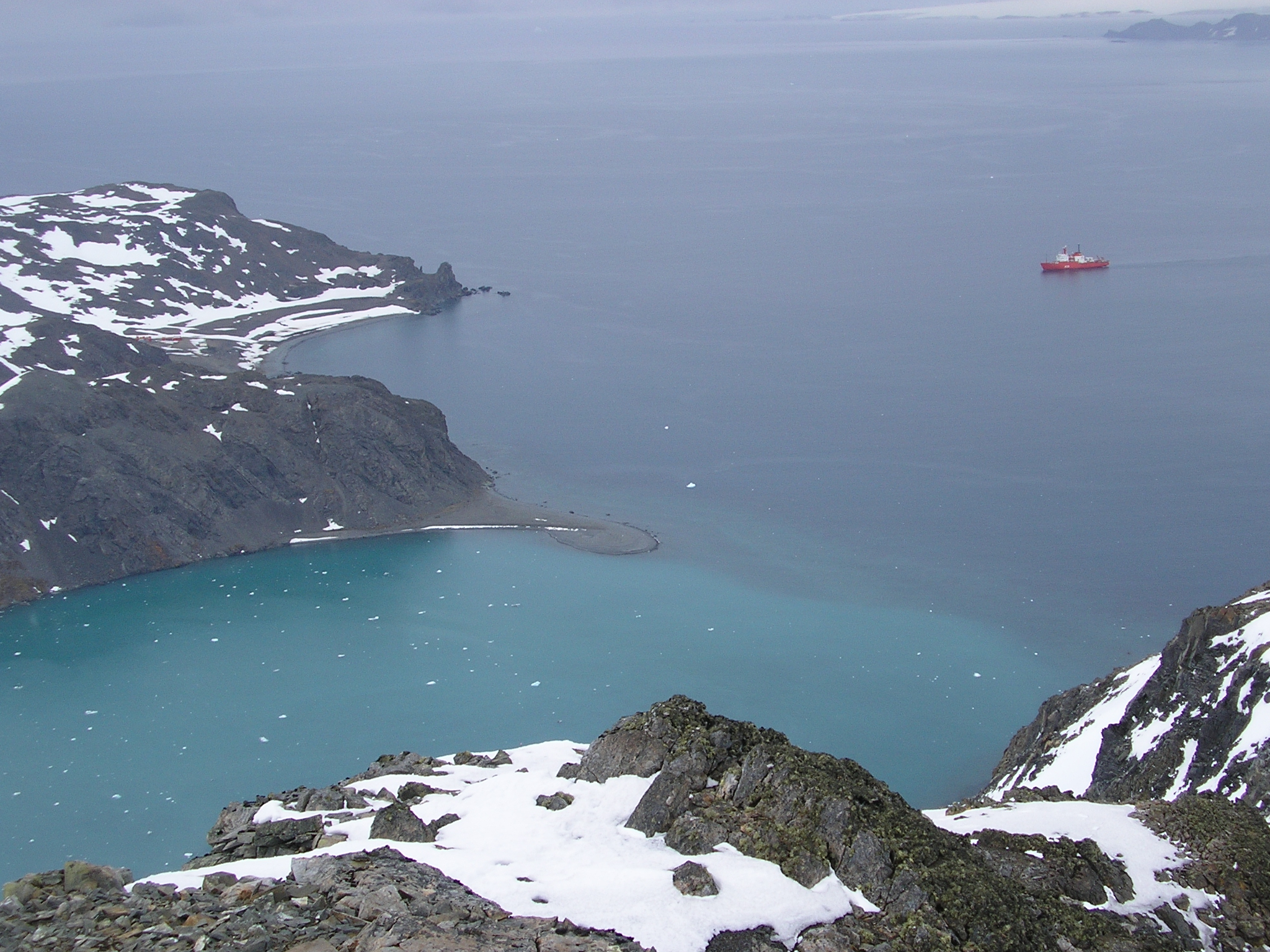

巴列斯特爾角是南極洲的海岬，位於南設得蘭群島的利文斯頓島，處於埃雷比角西南面4.95公里、赫斯佩里得斯角以南1.55公里和米耶斯崖東北面7.6公里。

## 外部連結
- Ballester Point. （页面存档备份，存于） SCAR Composite Gazetteer of Antarctica.